# Hermann Marika
Hermann Marika (Kunadacs, 1956. május 6. –) meseíró, mesemondó, amatőr író, költő.

## Élete
Az alföldi tanyavilágban, szegény földműves szülők gyermekeként látta meg a napvilágot. Itt töltötte gyermekkorát is szüleivel, és húgával nagy szeretetben. Tanyasi iskolában tanulta meg az írás, olvasás „tudományát”. Jó tanuló, szorgalmas gyermek volt. Szabadidejében kíváncsian lapozgatta, olvasta a könyveket. A könyv, az olvasás élete részévé vált, melynek örömét édesanyja ízleltette meg vele. A mesék világába édesapja vezette be, aki az ízesen, változatosan elmondott népmesékkel mindig lenyűgözte a gyerekeket.
Hermann Marika gyermekkori nagy álma volt, hogy gyermekeket tanítson, ám sorsa más területre vezérelte.
Felsőbb tanulmányait Budapesten a kereskedelemben kezdte. Ezen a területen állt először munkába.
1970-ben Hernádra költözött a család. Itt született meg gyermeke: Szilvia, akit két éves korától egyedül nevelt.
Az olvasás mellett a folyamatos tanulás is az élete részévé vált. Kislánya megszületését követően pénzügyi, számviteli tanulmányokat folytatott, majd az Örkényi Takarékszövetkezet munkatársaként dolgozott több mint három évtizeden keresztül, ahonnan 2014-ben főkönyvelőként ment nyugdíjba.
Aktív évei alatt több mint tíz népmesét, később saját mesét is átírt színpadra, ezeket megrendezte, és munkatársait betanítva az örkényi Művelődési ház színpadán előadták a gyermekek, felnőttek, és a maguk örömére. Ez a színjátszás, a töretlen lelkesedés, a tenni akarás vezette el oda, hogy lánya és veje biztatására megmártózzon a meseírás varázslatos világába.
Időközben Örkényre költözött, és 2013 decemberében itt írta meg első meséjét: Mikulásbarát nagyi címmel, melynek sikerén felbuzdulva folytatta a meseírást. Szabó Erika színésznő felolvasásában hamarosan napvilágot látott egy mese CD, Hápi kacsa világgá megy címmel. 
Ezt követően 2014. november 1-én megjelent az első mesekönyve: A bátor csigabiga, melyet hamarosan újabb mesekönyvek, mesefüzetek, mesés foglalkoztató füzetek követtek. Meséi az Angry Cat Kft. gondozásában kerülnek kiadásra.
A kezdetektől szeretettel, és lelkesedéssel mesél gyermekeknek, felnőtteknek egyaránt. A mesemondást bábokkal, papírszínházzal, interaktív játékokkal színesíti.
Meséinek jelmondata: Tanít, nevel, szórakoztat.
Hogy ez minél szélesebb körben valóra váljon az Anyamesélj.hu csapatával életre keltették az Anyamesélj.hu oldalt, amit mesékkel, gyerekversekkel, esti mesével, és más mesés tartalommal töltik meg.
Itt olvashatunk arról a Kreovibox-ról is, melyben a Hermann Marika mese mellett még számos kreatív játék is rejlik, segítve ezzel gyermeket, szülőt egyaránt.
2017-ben Dabasra költözött. Nyugdíjasként itt kezdett el tudatosan is a vers és novella írással foglalkozni.
2019-ben alapító tagja, majd vezetője lett a dabasi Gyóni Géza Irodalmi körnek.
Tagja az óbudai Krúdy Gyula Irodalmi Körnek, és a Magyar Alkotók Nemzetközi Egyesületének.
A verseket nem csak lelkesen írja, de lelkesen szavalja is.
Volt már önálló irodalmi estje, és számos meghitt, szórakoztató irodalmi műsort állított össze, vezetett le. Szeret segíteni, szereti átadni a tudását, de nem szeret versenyezni. Ám, ha mégis elindul egy-egy szavaló versenyen, akkor sikerrel veszi az akadályokat, mint például:
Az élet szeretője címmel megrendezett IV. Országos Vers és Prózamondó Találkozón, ahol Gyóni Géza: És szólt a költő, valamint Ady Endre: Őrizem a szemed című versével II. helyezést ért el.
A Nemzeti Művelődési Intézet: Falusi Krónika címmel szervezett Pest megyei Találkozóján: 2020.02.07. -én férjével, Cserna Ferenccel saját verseikből koreografált vers-duettel elnyerték “Pest megye kiváló krónikása” címet.
Ötletgazdája, részese volt a Gyóni Géza Irodalmi Kör első amatőr kisfilmjének, mely a: Csillagok nyomában címet kapta.
Aktív részese a negyedévente megjelenő Alkotó című Irodalmi és Kulturális folyóirat létrejöttének, szerkesztésének.

## Hermann Marika hitvallása a mesékről
„Hiszem, hogy a mese visszarepíthet oda, ahol az álmok valóra válnak, a mese megtanít újra játszani, a mese csillogó tekinteteket varázsol, a mese összeköt gyermeket felnőttet. A mese szebbé tehet egy világot.”

## Művei
- A bátor csigabiga (Angry Cat Kft., 2014)
- A rút Manó (Angry Cat Kft., 2014)
- Malac Karcsika és a kislibák (Angry Cat Kft., 2015)
- Tarisznya mesék – EQ fejlesztő mesék óvodásoknak (Angry Cat Kft., 2019)
- Lucifer reggeli készülődése (Angry Cat Kft., 2015)
- Teknőc Ervin nem akart óvodába menni (Angry Cat Kft., 2015)
- Panna közlekedni tanul (Angry Cat Kft., 2017)
- Polli a doktor bácsinál (Angry Cat Kft., 2017); Külön megrendelésre: Polli a Czeizel Intézetben
- Amikor leesett az első hó (mesefüzet)
- Téli utazás (mesefüzet)
- Csiga Csabi első napja az óvodában (mesefüzet)
- Csiga Csabi és a húsvéti locsolkodás (mesefüzet)
- Boxi és a kacsás úszógumi (mesefüzet)
- Hápi kacsa világgá megy (hangoskönyv, mese CD)

## Publikációi
- Blikk melléklet
- Alkotó Irodalmi és Kulturális Folyóirat
- Kláris irodalmi folyóirat
- Kláris 19 Antológia
- Kláris 20 Antológia
- Helyi újságok (Dabas, Kunadacs)